# Edward Pliński
Edward Franciszek Pliński (ur. 1948, Oborniki Śląskie) – polski fizyk. Absolwent Uniwersytetu Wrocławskiego. Od 2013 profesor na Wydziale Elektroniki Politechniki Wrocławskiej.

## Życiorys
Edward Pliński urodził się w Obornikach Śląskich, jako syn przesiedleńców z Zińkowa na Podolu, Bronisława i Anny dd. Bryk. Studia na Wydziale Mat. Fiz. Chem. Uniwersytetu Wrocławskiego ukończył w roku 1974. Początków zatrudnił się w zakładach DOLAM (później PIT-Radwar) we Wrocławiu na stanowisku technologa. Pół roku później przeniósł się na Politechnikę Wrocławską, na Wydział Łączności do Zakładu Techniki Laserowej, którego kierownikiem był prof. Zbigniew Godziński, twórca pierwszego wrocławskiego lasera (luty 1964). Pod kierunkiem promotora, prof. Romualda Nowickiego, wychowanka prof. Godzińskiego, wziął udział w projektowaniu i uruchomieniu pierwszego wrocławskiego lasera na dwutlenku węgla (26 listopada 1975). Tytuł dr. habilitowanego nauk technicznych uzyskał w roku 2002 w dziedzinie falowodowych laserów na dwutlenku węgla. W roku 2006 utworzył własny zespół i rozpoczął prace nad techniką terahercową. W roku 2008 w jego zespole wytworzono pierwszą w kraju falę o częstotliwościach terahercowych. Tematyka ta największe sukcesy osiągnęła w dziedzinie nauk biomedycznych i stała się przyczynkiem do uzyskania tytułu profesora nauk technicznych w 2013 r.. W roku 2014 sformował zespół teorii żyrotronu na potrzeby Programu Strategicznego PS1 Obronność Kraju. Jest propagatorem Noblistów Śląskich i kronikarzem Wydziału Łączności Politechniki Wrocławskiej.
Wypromował 6 doktorów nauk technicznych.

## Inne informacje
Twórca Centrum Naukowego Techniki Terahercowej (CNTT) w Politechnice Wrocławskiej; Członek Wrocławskiego Towarzystwa Naukowego (WTN) i Polskiego Towarzystwa Badań Radiacyjnych (PTBR); Delegat z ramienia Politechniki Wrocławskiej w Centrum naukowo-przemysłowym Nowe Technologie Energetyczne (CeNTE) oraz w Konsorcjum Polski Synchrotron (SOLARIS).
Żonaty od 1972 roku ze Stanisławą Plińską z d. Miklas (ur. 1950), dr nauk farmaceutycznych. Dzieci: Waldemar Bronisław, ekonomista (ur. 1974), Anna Katarzyna, ekonomista (ur. 1978), Grzegorz Maksymilian, elektronik (ur. 1984), oraz wnuki: Daria (2004), Łukasz (2009), Weronika (2017), Alicja (2018), Wiktoria (2021).